# Ajingi
Ajingi é uma cidade e área de governo local da Nigéria situada no estado de Cano. Compreende uma área de 714 quilômetros quadrados e segundo censo de 2006 havia 174 137 habitantes. 